# مانسدورف آندر دنو
مانسدورف آندر دنو (به آلمانی: Mannsdorf an der Donau) یک منطقهٔ مسکونی در اتریش است که در ناحیه گنزرندورف واقع شده‌است. مانسدورف آندر دنو ۳۶۹ نفر جمعیت دارد.